# Euryspongia delicatula
Euryspongia delicatula är en svampdjursart som beskrevs av Berquist 1995. Euryspongia delicatula ingår i släktet Euryspongia och familjen Dysideidae.
Artens utbredningsområde är havet kring Nya Kaledonien. Inga underarter finns listade i Catalogue of Life.